# Besahe (Ort)
Besahe ist eine Ortschaft im Suco Mantelolão (Verwaltungsamt Metinaro, Gemeinde Dili).
Das Ortszentrum Besahe liegt im Osten der Aldeia Besahe, auf einer Meereshöhe von 161 m, im Tal des Flusses Aiscahe, der nur in der Regenzeit Wasser führt. Die Gebäude Besahes südlich des Flusses gehören zu den Aldeias Birahu Matan und Manularan. Eine Straße verbindet das Dorf mit Metinaro im Norden. In Besahe befinden sich die Grundschule Besahe, eine medizinische Station und der Sitz des Sucos Mantelolão.